# 286 aC
El 286 aC va ser un any del calendari romà prejulià. A la República i a l'Imperi Romà es coneixia com l'Any del Consolat de Potit i Petus (o també any 468 ab urbe condita). La denominació «286 aC» per a aquest any s'ha emprat des de l'edat mitjana, quan el calendari Anno Domini va ser el mètode prevalent a Europa per a anomenar els anys.

## Esdeveniments

### Antiga Grècia
- Demetri Poliorceta, antic rei de Macedònia, davant de l'arribada a Grècia d'un exèrcit enviat per Seleuc I Nicàtor es veu obligat a retirar-se. Les seves tropes no el segueixen cap a l'interior d'Àsia i marxa a Cilícia per negociar amb Seleuc. Perd molts homes pel camí i li manquen subministraments, i els soldats l'abandonen. S'ha de rendir a Seleuc, que el fa presoner presoner i el confina.[2]
- Lisímac de Tràcia expulsa de Macedònia al rei Pirros de l'Epir, i aprofita per ampliar el seu territori, incorporant-hi el regne de Peònia.[3]

### Antiga Roma
- Aquest any són elegits cònsols Gai Eli Petus i Marc Valeri Màxim Potit, segons els Fasti.[a] Durant el seu consolat, l'any està marcat principalment per l'agitació política i social que va suposar la discussió pública de les anomenades lleis Hortènsies,[4] que ratifiquen l'obligació per part del senat romà d'acceptar les decisions dels comicis tribunats i dels plebiscits que havia establert la llei Horatia Valeria.[5]